# 레오나르도 (닌자 거북이)
레오나르도(Leonardo)는 만화 닌자 거북이에 나오는 캐릭터이다.

## 개요
거북이의 비공식적인 리더이다. 헌신적이고 수양심이 깊으며 이기적이지 않다. 그의 높은 도덕심과 정신적 성숙은 15살 이상이다. 4형제 중 스플린터와의 관계가 제일 가깝고, 스플린터 역시 그를 제일 아낀다. 이미 그룹에 대해 진지한 책임감을 갖고 있으며, 자신이 아니라 모두를 위해 가장 좋은 결정을 내린다. 무기는 두개의 쌍검(Twin Katanas). 파란색 두건을 착용하고 있다.

## 코믹북
오리지널 코믹스에서는 매우 중요한 역할로 나온다. 초반 이야기에서 그는 거북이들의 리더라고 확실히 언급한 적이 없다. 그러나 그는 항상 팀을 위해 대부분의 계획들을 구상해 내고 책임을 갖게 된다.

## TV 시리즈

### 1987년 애니메이션
이 시리즈에서부터 레오나르도가 리더라는 증거가 노래 가사에서 나오게 된다. 한편 이 시리즈의 한 에피소드에서는 자신이 리더의 자격이 없다고 탈주 한 적도 있었다. 닌자 거북이 시리즈를 통틀어서 유일하게 이 시리즈에서만 라파엘과의 대립이 없다.

### 1997년 실사판
이 시리즈는 무기에서 다른 시리즈와 차이를 보이고 있다. 다른 시리즈는 칼날이 하나 있는 칼이 두 자루인 반면, 이 시리즈에서는 칼날이 양쪽에 다 있는 검을 한 자루 갖고 있다.

### 2003년 애니메이션
그는 사실상 닌자 거북이의 리더이며 닌자 거북이 중에서 가장 기품 있는 캐릭터이다. 스플린터와 매우 유대적 관계를 갖고 있으며 절조, 윤리, 그리고 무사도의 정신을 강하게 지니고 있다. 그의 두드러진 특성 중에 하나는 카라이, 트락시무스, 쿼리 같은 가까운 사이에게는 매우 신뢰한다는 것이다. 어느 날 레오나르도는 자기에 대한 기대감에 지나친 압박감을 느끼게 된다. 시즌 3 마지막에서 슈레더와의 마지막 싸움이 있고 난 뒤에는 그가 신뢰를 했던 카라이에게 분노하게 된다. 그 이후 통제 불능 상태가 되어서 스플린터에게까지 반항을 보이게 된다. Ancient One을 찾아 가서 마음의 안정을 되찾은 뒤부터는 한층 더 성숙하게 된다. 시즌 6에서는 시즌 4에서 부서진 등껍데기가 복구가 되며, 2105년에서 코디 존스에게 닌자 무술을 가르치게 된다.

## 극장판 시리즈

### 1990, 1991, 1993년 실사 영화
다른 어느 시리즈 보다 유머스런 면이 많이 부각 되었다. 첫 번째 영화에서는 스플린터와 텔레파시가 통하는 장면도 나온다. 그런데 그는 풋 조직에 대한 잠복 공격을 하지도 않았고, 슈레더를 죽이지도 않았다. 하지만 그는 네 마리 거북이들 중에서 유일하게 슈레더에게 상처를 입힌 캐릭터이다.

### 2007년 CG 영화
슈레더를 물리친 이후의 이야기에서 시작하고 그는 중부 아메리카에서 수련을 한 뒤에 되돌아 오게 된다. 나이트 워쳐의 정체가 라파엘이라는 것을 알게 된 이후에 라파엘이 싸움을 걸어 져 버린 그는 제너럴 아길라에게 가짜 제물로 납치되어 버린다.

## 기타

### 1996년 일본 OVA
리더이어서인지 1편에서는 슈퍼 터틀즈로 변신 한 거북이들이 합쳐져서 나오는 SAINT의 모체가 되고, 2편에서는 나무(木)의 힘을 빌어서 메탈 터틀즈로 변신을 하게 되는데, 슈레더를 처리하는 결정적인 역할을 하게 된다.